# Championnat d'Irlande du Nord de football 1927-1928
Navigation
Édition précédente Édition suivante
Le 34e Championnat d'Irlande du Nord de football se déroule en 1927-1928. Le championnat passe de 12 à 14 clubs avec l’arrivée de  Bangor FC et de Coleraine FC. La part des clubs non résidents de Belfast n’a jamais été aussi importante dans l’histoire du championnat.
Belfast Celtic remporte un troisième titre consécutif,  son sixième titre au total. Il atteint ainsi une performance que seul le club de Linfield FC avait déjà réalisé de 1891 à 1893 puis de 1907 à 1909. Le Celtic réalise une nouvelle fois une saison exemplaire, ne perdant qu’un seul match de championnat et marquant 101 buts en 26 rencontres.
À la fin du championnat, le club de Barn Carrickfergus quitte le championnat. Il sera remplacé par Ballymena United.

## Les 14 clubs participants
- Ards FC
- Bangor FC
- Barn Carrickfergus
- Belfast Celtic
- Cliftonville FC
- Coleraine FC
- Distillery FC
- Glenavon FC
- Glentoran FC
- Larne FC
- Linfield FC
- Newry Town
- Queen's Island FC
- Portadown FC

## Classement
| Rang | Équipe             | Pts | J  | G  | N | P  | Bp  | Bc | Diff |
| ---- | ------------------ | --- | -- | -- | - | -- | --- | -- | ---- |
| 1    | Belfast Celtic     | 45  | 26 | 20 | 5 | 1  | 101 | 35 | +66  |
| 2    | Linfield FC        | 41  | 26 | 18 | 5 | 3  | 88  | 34 | +54  |
| 3    | Newry Town         | 33  | 26 | 13 | 7 | 6  | 55  | 30 | +25  |
| 4    | Larne FC           | 30  | 26 | 13 | 4 | 9  | 63  | 55 | +8   |
| 5    | Glentoran FC       | 29  | 26 | 12 | 5 | 9  | 63  | 65 | -2   |
| 6    | Coleraine FC       | 27  | 26 | 12 | 3 | 11 | 57  | 60 | -3   |
| 7    | Distillery FC      | 25  | 26 | 9  | 7 | 10 | 45  | 44 | +1   |
| 8    | Portadown FC       | 23  | 26 | 10 | 3 | 13 | 61  | 58 | +3   |
| 9    | Glenavon FC        | 23  | 26 | 9  | 5 | 12 | 63  | 68 | -5   |
| 10   | Bangor FC          | 23  | 26 | 9  | 5 | 12 | 57  | 69 | -12  |
| 11   | Ards FC            | 21  | 26 | 8  | 5 | 13 | 54  | 69 | -15  |
| 12   | Queen's Island FC  | 17  | 26 | 5  | 7 | 14 | 46  | 70 | -24  |
| 13   | Barn Carrickfergus | 14  | 26 | 5  | 4 | 17 | 38  | 91 | -53  |
| 14   | Cliftonville FC    | 13  | 26 | 5  | 3 | 18 | 29  | 72 | -43  |

|  | Champion d'Irlande du Nord |
|  | Relégation                 |

## Bilan de la saison
| Tableau d'Honneur                         |                     |
| Compétition                               | Vainqueur           |
| Championnat d'Irlande du Nord de football | Belfast Celtic      |
| Coupe d'Irlande du Nord de football       | Willowfield Belfast |

| Promotions et relégations |                    |
| Relégués                  | Barn Carrickfergus |
| Promus                    | Ballymena United   |